# 121ª Squadriglia
La 121ª Squadriglia era un reparto del Regio Esercito.

## Storia

### Prima guerra mondiale
Il 20 settembre 1917 la 73ª Squadriglia SAML del Campo di aviazione di Verona-Tombetta del IX Gruppo (poi 9º Gruppo Caccia) comandata dal Capitano Mario Van Axel Castelli diventa la 121ª Squadriglia.
Il 18 ottobre entra nel III Gruppo (poi 3º Gruppo caccia terrestre) e l'11 novembre Leopoldo Eleuteri con il Tenente osservatore Tullio Tagliabue hanno un incidente di volo.
Il 7 dicembre 5 aerei attaccano le truppe a Gallio (Italia) ma vengono attaccati dai caccia Albatros D.III degli assi Julius Arigi e Josef Kiss e Josef von Maier (7 vittorie) della k.u.k. Luftfahrtruppen ed il SAML del caporale Pasquale Ceccarelli e tenente osservatore Giuseppe Notarbartolo (entrambi deceduti) precipita in fiamme, mentre il SAML, con l'osservatore tenente Edoardo Velo mortalmente ferito, viene portato dal pilota tenente Pietro Giberti a compiere un atterraggio di fortuna a San Pietro in Gu.
Il 10 dicembre il comando passa al Cap. Clemente Giorelli ed il 15 dicembre il reparto va al Campo di aviazione di Sovizzo nel XVI Gruppo per la 1ª Armata.
Alla fine dell'anno dispone di 9 piloti e 5 osservatori e nel 1917 ha svolto 362 voli di guerra.
Il 16 aprile 1918 il reparto va a Campo di aviazione di Castelgomberto dove le arriva un SIA 7b insieme agli 8 SAML ed in maggio il comando passa al Cap. Giuseppe Traversa.
Il 18 maggio il SAML di Giuseppe Negri ed Augusto Vincenzi abbatte vicino al Monte Seluggio, con un Hanriot HD.1 ed uno SPAD della 71ª Squadriglia caccia, uno dei 3 caccia da cui viene attaccato su Tonezza del Cimone ed il 29 maggio il comando interinale va al Cap. Emilio Brizzi.
Nel mese di giugno ci sono 12 piloti e 16 osservatori ed il 5 agosto il SAML del Brigadiere Carlo Borello e del Ten. osservatore Luigi Franchi viene abbattuto su Mattarello dall'Albatros D.III dell'Asso dell'aviazione Miroslav Navratil (6^ vittoria).
Alla fine della guerra aveva 13 piloti e 14 osservatori per 10 SAML.
Nel conflitto ha svolto (come 4ª Squadriglia caccia, 73ª e 121ª) quasi 850 voli di guerra, dei quali 172 ricognizioni, 1726 fotografie, 7 bombardamenti e 76 direzioni di tiro.
Al 20 aprile 1919 disponeva di 8 Ansaldo S.V.A..
Alla fine del 1919 la squadriglia SAML è a Bolzano di San Giovanni al Natisone al comando di Giberti e nel 1920 di Luigi Crespi prima di andare all'Aeroporto di Roma-Centocelle dove rimane fino alla seconda guerra mondiale.

### Seconda guerra mondiale
Al 10 giugno 1940 era di base sul campo d'aviazione di Airasca con 5 IMAM Ro.37bis della Regia Aeronautica nel 1º Gruppo volo del 20º Stormo Osservazione Aerea per l'Alto Comando dell'Esercito nell'Aviazione Ausiliaria per l'Esercito.
Il 9 maggio 1942 entra nel 21º Stormo e nel mese successivo mese di settembre era all'Aeroporto di Zara-Zemonico.